# بيتر ماغيري
بيتر ماغيري (بالإنجليزية: Peter Maguire)‏ (11 سبتمبر 1969 في المملكة المتحدة - ) هو لاعب كرة قدم بريطاني في مركز الهجوم. لعب مع ستوكبورت كونتي وليدز يونايتد وهدرسفيلد تاون وإلغين سيتي ‏ وWakefield F.C. ‏ وForres Mechanics F.C. ‏ وLossiemouth F.C. ‏.

## وصلات خارجية
- بيتر ماغيري على موقع قاعدة بيانات كرة القدم.إي يو (الإنجليزية)
- بيتر ماغيري على موقع Soccerbase.com (لاعب) (الإنجليزية)